# 은색원숭이
은색원숭이(Cercopithecus mitis doggetti)는 구세계원숭이의 일종으로 동아프리카에서 발견된다. 분포 지역은 부룬디와 탄자니아, 르완다, 우간다 그리고 콩고민주공화국 등이다. 푸른원숭이 (Cercopithecus mitis)의 아종이다.